# Заслуженный работник прокуратуры Российской Федерации
Заслу́женный рабо́тник прокурату́ры Росси́йской Федера́ции — почётное звание, входящее в систему государственных наград Российской Федерации.

## Основания для присвоения
Звание «Заслуженный работник прокуратуры Российской Федерации» присваивается высокопрофессиональным работникам прокуратуры Российской Федерации за личные заслуги:
- в обеспечении укрепления законности и правопорядка в Российской Федерации;
- в защите прав и свобод человека и гражданина;
- в борьбе с преступностью и коррупцией;
- в развитии правовых основ российского общества и осуществлении законотворческой деятельности;
- в подготовке квалифицированных кадров для органов прокуратуры Российской Федерации.

Почётное звание «Заслуженный работник прокуратуры Российской Федерации» присваивается, как правило, не ранее чем через 20 лет в календарном исчислении с начала осуществления служебной деятельности в органах прокуратуры Российской Федерации и при наличии у представленного к награде лица отраслевых наград (поощрений) федерального органа государственной власти или органов государственной власти субъектов Российской Федерации.

## Порядок присвоения
Почётные звания Российской Федерации присваиваются указами Президента Российской Федерации на основании представлений, внесенных ему по результатам рассмотрения ходатайства о награждении и предложения Комиссии при Президенте Российской Федерации по государственным наградам.

## История звания
Почётное звание «Заслуженный работник прокуратуры Российской Федерации» установлено Указом Президента Российской Федерации от 7 сентября 2010 года № 1099 «О мерах по совершенствованию государственной наградной системы Российской Федерации». Тем же указом утверждено Положение о почётном звании.

## Нагрудный знак
Нагрудный знак имеет единую для почётных званий Российской Федерации форму и изготавливается из серебра высотой 40 мм и шириной 30 мм. Он имеет форму овального венка, образуемого лавровой и дубовой ветвями. Перекрещенные внизу концы ветвей перевязаны бантом. На верхней части венка располагается Государственный герб Российской Федерации. На лицевой стороне, в центральной части, на венок наложен картуш с надписью — наименованием почётного звания.
На оборотной стороне имеется булавка для прикрепления нагрудного знака к одежде. Нагрудный знак носится на правой стороне груди.